# Åggelby gamla kyrka
Åggelby gamla kyrka (finska: Oulunkylän puukirkko, före Oulunkylän vanha kirkko) är en kyrka i stadsdelen Åggelby i Helsingfors.

## Kyrkobyggnaden
Kyrkan färdigställdes år 1905 och var från början Evangelieföreningens bönehus. När Åggelby församling bildades 1919 blev bönehuset en tillfällig kyrka. År 1950 inköptes kyrkan av församlingen och var huvudkyrka i Åggelby fram till år 1972 då Åggelby kyrka invigdes. Kyrkan renoverades och invigdes på nytt efter en brand 1978. Numera används kyrkan av Petrus församling och Oulunkylän seurakunta.
Intill kyrkan finns en klockstapel, invigd 1932.

## Inventarier
- På altaret finns en bronsrelief Jesus välsigne barnen utförd 1909 av skulptören Harald Sörensen-Rings.
- En silverkanna och en skål är tillverkade 1973 av silversmeden och akademikern Bertel Gardberg.